# Garzyn
Garzyn (prononciation : [ˈɡaʐɨn]) est un village polonais de la gmina de Krzemieniewo dans le powiat de Leszno de la voïvodie de Grande-Pologne dans le centre-ouest de la Pologne.
Il se situe à environ 4 kilomètres à l'ouest de Krzemieniewo (siège de la gmina), à 16 kilomètres à l'est de Leszno (siège du powiat) et à 60 kilomètres au sud de Poznań (capitale régionale).
Le village possédait une population de 1 100 habitants en 2007.

## Histoire
De 1975 à 1998, le village faisait partie du territoire de la voïvodie de Leszno.

Depuis 1999, Garzyn est situé dans la voïvodie de Grande-Pologne.